# Mala Vranovina
Mala Vranovina es un despoblado del municipio de Topusko, situado en el condado de Sisak-Moslavina, Croacia.